# Aida Szanajewa
Aida Władimirowna Szanajewa (ros. Аида Владимировна Шанаева; ur. 23 kwietnia 1986 we Władykaukazie) – rosyjska florecistka, dwukrotna medalistka olimpijska, wielokrotna medalistka mistrzostw świata i Europy.
Na igrzyskach olimpijskich w Pekinie w 2008 roku wspólnie z Wiktoriją Nikiszyną, Swietłaną Bojko i Jewgieniją Łamonową wywalczyła złoty medal w zawodach drużynowych. Na tej samej imprezie była czternasta indywidualnie. Na rozgrywanych cztery lata później igrzyskach olimpijskich w Londynie reprezentacja Rosji w składzie: Aida Szanajewa, Łarisa Korobiejnikowa, Inna Dierigłazowa i Kamiłła Gafurzianowa zdobyła srebro drużynowo, przegrywając w finale z reprezentacją Włoch. Indywidualnie zajęła tym razem siedemnaste miejsce. Brała też udział w igrzyskach w Rio de Janeiro w 2016 roku, gdzie była czwarta indywidualnie, przegrywając walkę o brązowy medal z Tunezyjką Inès Boubakri 11-15. 
Podczas mistrzostw świata w Turynie w 2006 roku razem ze Swietłaną Bojko, Juliją Chakimową i Janą Ruzawiną wywalczyła złoty medal w zawodach drużynowych. W tej samej konkurencji Rosjanki z Szanajewą w składzie zwyciężały na mistrzostwach świata w Katanii (2011) i mistrzostwach świata w Rio de Janeiro (2016), a podczas mistrzostw świata w Petersburgu (2007), mistrzostw świata w Antalyi (2009) i mistrzostw świata w Moskwie (2015) zdobywały srebrne medale. Na mistrzostwach świata w Antalyi (2009) zdobyła także złoty medal indywidualnie, a na rozgrywanych sześć lat później mistrzostwach świata w Moskwie (2015) była druga, przegrywając w finale z Inną Dierigłazową.
Wielokrotnie zdobywała również medale mistrzostw Europy, w tym złote drużynowo na mistrzostwach Europy w Izmirze (2006), mistrzostwach Europy w Kijowie (2008) i 
mistrzostwach Europy w Toruniu (2016).